# Sanaa
Ne doit pas être confondu avec SANAA, Sana ou Saana.
Sanaa (\sa.na\), aussi orthographié Sana ou, plus fidèlement, San'a' (en arabe : صنعاء / ṣanʿāʾ), est la capitale et la plus grande ville du Yémen, ainsi que le centre administratif du gouvernorat de Sanaa.
Cependant, le district d'Amanat Al Asimah, dans lequel elle se trouve, dispose d'une très large autonomie, au point d'avoir un statut équivalent au gouvernorat (subdivision administrative).

## Géographie

### Localisation
La ville est située à environ 2 200 mètres d'altitude, sur un plateau entre le djebel Nogoum et le djebel Ayban. 

### Climat
Les températures relevées à Sanaa ne dépassent jamais les 30°C, la ville étant située à plus de 2200 mètres d'altitude. Cela explique aussi la relative fraîcheur de septembre à mai. En revanche, sur la côte, et les régions de faibles altitudes, le thermomètre enregistre régulièrement, lors des périodes estivales, des températures de plus de 45°.
| Mois                                       | Janv | Fév  | Mars | Avr  | Mai  | Juin | Juil | Août | Sept | Oct  | Nov  | Déc  | Année |
| ------------------------------------------ | ---- | ---- | ---- | ---- | ---- | ---- | ---- | ---- | ---- | ---- | ---- | ---- | ----- |
| Températures minimales moyennes (°C)       | 5.1  | 8.0  | 9.7  | 11.5 | 13.6 | 15.8 | 16.7 | 16.3 | 12.4 | 9.1  | 6.8  | 6.2  | 10.93 |
| Températures maximales moyennes (°C)       | 19.8 | 20.2 | 22.8 | 25.5 | 26.0 | 27.1 | 27.7 | 25.9 | 23.7 | 22.0 | 20.7 | 19.7 | 23.42 |
| Moyennes mensuelles de précipitations (mm) | 0.0  | 2.0  | 9.9  | 14.7 | 4.7  | 17.8 | 49.9 | 63.6 | 24.0 | 7.5  | 4.4  | 0.0  | 198.5 |

## Histoire

### Antiquité et Moyen-Âge
Les premières traces de peuplement remontent au Xe siècle av. J.-C.[Pas dans la source]. Capitale de différents royaumes arabes préislamiques dans l'Antiquité, Sanaa est devenue au VIIe siècle et au VIIIe siècle un centre culturel islamique. Elle en garde un patrimoine important avec une université musulmane et 106 mosquées. Sanaa a donc été habitée depuis plus de 3000 ans et on retrouve son patrimoine religieux, culturel et politique dans ses 106 mosquées, ses 12 hammams et ses 6 500 maisons qui datent tous d’avant le XIe siècle.
Sanaa est un chef-d'œuvre artistique et architectural ancien héritant de l'architecture sabéenne antique, ce qui rend la ville unique et l'a fait inscrire au patrimoine mondial de l'UNESCO en 1986.
Pendant l'occupation du royaume d'Himyar par les Aksoumites au VIe siècle, la capitale est transférée de Zafār vers Sanaa.

### Époque moderne
Pendant la période ottomane, Sanaa est le chef-lieu de l'eyalet du Yémen de 1549 à 1626 ; elle devient ensuite la capitale des imams qasimides chiites qui chassent les Ottomans du Yémen en 1635. Lors de la seconde conquête ottomane, la ville est reprise par les Ottomans en 1872 et devient le chef-lieu du vilayet du Yémen qui durera jusqu'en 1918. La garnison ottomane réside dans la citadelle et autour de la mosquée sunnite Al-Bakiriyya. Les administrations et casernes et ottomanes, avec le commandement du 7e corps d'armée, se fixent dans le nouveau quartier de Bir el Azeb

### Après l'indépendance du pays en 1918
À l'indépendance du Yémen, en 1918, Sanaa en devient la capitale. Cependant, Le roi Ahmed ben Yahya la quitte en 1948 pour fixer sa résidence à Ta'izz, ce qui freine le développement de la ville. La capitale revient à Sanaa en 1962 lors de la proclamation de la République arabe du Yémen. Pendant la guerre civile du Yémen du Nord (1962-1970), la ville est occupée par l'armée égyptienne qui y mène un effort de modernisation ; en 1967, elle est assiégée pendant 8 mois par les forces royalistes.

### Guerre civile de 2014
Le 21 septembre 2014, les rebelles Houthis s'emparent de la ville. Le 20 mars 2015, trois attaques suicides visent simultanément deux mosquées chiites. Ces attentats, les pires de l'histoire du pays (142 morts et des centaines de blessés), sont revendiqués le lendemain par Daesh.
Le 2 juillet 2015, la vieille ville est inscrite sur la liste du patrimoine mondial en péril. En 2015 et 2016, elle subit plusieurs raids aériens de la coalition formée par l'Arabie saoudite et les Émirats arabes unis.
Le 8 octobre 2016, le maire Abdel Kader Hilal est tué dans un raid aérien saoudien. Les bombardements, qui visaient un enterrement, font au moins 140 morts et 500 blessés parmi la foule.
Le 4 décembre 2017, l'ancien président Ali Abdallah Saleh est tué alors qu'il tente de se désolidariser des Houthis au profit d'une alliance avec l'Arabie saoudite.
La ville est soumise à des bombardements par l'Arabie saoudite, tuant un grand nombre de personnes et rendant la vie très difficile. L’humanitaire Suad Al-Qadri explique que « Ce sont les civils qui sont victimes de la plupart des raids aériens. Les bombes s’abattent à proximité des zones d’habitation voire directement sur les maisons. Ces frappes n’épargnent personne. Nous vivons la peur au ventre, nous sommes stressés… Toute cette instabilité nous fait beaucoup de mal […] A Sanaa nous vivons dans le noir. La vie est difficile et nous passons notre temps à essayer de trouver des bougies ou des piles pour les lampes-torches pour pouvoir nous éclairer. Nous avons des difficultés à trouver de l’eau aussi. Sans parler du manque de nourriture. Sans carburants, il n’y a pas de transports et sans moyens de transport, il n’y a pas non plus d’approvisionnement ».
Le blocus mis en place par la coalition rend très difficile l'arrivée de l'aide humanitaire. Celle-ci arrive au compte-gouttes et bien souvent périmée. La population manque de tout : nourriture, médicaments, essence, matériaux de construction. Beaucoup d'enfants sont rachitiques, épuisés par la dysenterie, contaminés par l’uranium appauvri contenu dans les bombes larguées par les avions.

## Administration

### Jumelages et partenariats
La ville de Sanaa est jumelée avec :
- Douchanbé (Tadjikistan) depuis le 25 juin 1967

En 1987, Sanaa a signé un traité de coopération avec la ville de Paris.

## Patrimoine
La vieille ville de Sanaa a été inscrite au patrimoine mondial de l'UNESCO en 1986. On y trouve en particulier :
- La Grande Mosquée de Sanaa, datant du VIIe siècle et où ont été découverts les manuscrits de Sanaa.
- La mosquée al-Bakiriyya, construite vers 1596-1597.
- La mosquée Al-Mahdi, construite en 1651.

À Sanaa se trouvent également les mosquée suivantes :
- La mosquée al-Saleh, la plus grande et la plus moderne des mosquées de la ville, inaugurée en 2008.

## Évolution démographique
| Année | Populations |
| ----- | ----------- |
| 1911  | 20 000      |
| 1921  | 23 000      |
| 1931  | 25 000      |
| 1940  | 80 000      |
| 1963  | 100 000     |
| 1965  | 110 000     |
| 1975  | 134 600     |
| 1981  | 280 000     |
| 1986  | 427 505     |
| 1994  | 954 448     |
| 2001  | 1 590 624   |
| 2005  | 1 937 451   |
| 2007  | 2 146 587   |
| 2010  | 2 187 392   |

## Culture
La vieille ville est inscrite au patrimoine mondial depuis 1986 ,. Un des monuments notables de la région de Sanaa est le palais Dhar Al Hajjar.
Sanaa a été désignée par l'UNESCO « Capitale culturelle du monde arabe » pour 2004.
La ville est aussi au coeur de l'intrigue de la saison 5 de Prison Break, où le personnage de Michael Scofield est détenu dans la prison fictive d'Ogygia.

### Manuscrits de Sanaa
Un grand nombre d'anciens corans datant du premier siècle de l'Hégire ont été découverts dans la Grande Mosquée de Sanaa. En 1972, pendant des travaux de restauration, une cache fut découverte entre le plafond et le toit de la structure, remplie d'une pile de parchemins anciens, en mauvais état et apparemment sans valeur. Ils furent néanmoins conservés, car porteurs apparemment de fragments du Coran.
Qadhi Isma'il al-Akwa, président de l'Autorité des antiquités yéménites estima que les ouvriers avaient découvert l'équivalent de ce que, dans le judaïsme, est nommé une gueniza (espace dans la synagogue réservé au dépôt des objets liturgiques et vieux livres ou écrits abîmés mais interdits à la destruction ou à l'abandon car ils portent le nom de Dieu. Ces documents y étaient conservés un certain temps avant d'être par la suite enterrés). Les musulmans lettrés partageaient ce point de vue de retirer de la circulation les copies usées ou endommagées du coran pour n'employer que des ouvrages en bon état, mais se refusaient à détruire des corans abîmés. Une cachette sûre était nécessaire pour protéger les livres du vol, de la profanation ou de la destruction en cas d'invasion éventuelle, ce qui explique cette « tombe pour corans » dans la grande mosquée de Sanaa.
Aucun universitaire yéménite n'ayant encore de formation sur la préservation des fragments, Al-Akwa obtint une assistance internationale pour leur préservation, leur classement et leur étude. En 1997, un universitaire allemand persuada son propre gouvernement d'organiser et de financer un projet de restauration.
En 1984, en coopération entre le Yémen et l'Allemagne, la Maison des Manuscrits (Dar al Makhtutat) fut inaugurée non loin de la Grande Mosquée. La restauration des manuscrits s'organisa avec Gerd-Rüdiger Puin de l'université de Saarland en Allemagne.

### Musique
Le Qanbus est un instrument à cordes pincéés originaire du Yémen où on l'appelle aussi oud de Sanaa. Le chant de Sanaa ait été en 2003 proclamé "Chef-d’œuvre du Patrimoine Oral et Immatérial de l'Humanité" par l'UNESCO,,

## Économie
Sanaa est desservie par l'aéroport international El Rahaba.